# Save Me (雷米零度線合唱團歌曲)
《Save Me》是雷米零度線合唱團的一首歌曲，收錄於他們於2001年9月18日發行的專輯《豐收之鳴》中。歌曲由格雷戈里·史萊、森札·泰特、謝爾比·泰特、傑佛瑞·凱恩與賽德里克·勒莫安創作，並由傑克·約瑟夫·普格製作。
該曲為電視劇《超人前傳》的片頭曲。《Save Me》的音樂錄影帶由菲爾·哈德執導。歌曲在美國《告示牌》的現代搖滾歌曲排行榜上名列第27位，並位居法國百大單曲排行榜的第16名。

## 簡介
《Save Me》是一首另類搖滾歌曲，時長4分1秒，由格雷戈里·史萊、森札·泰特、謝爾比·泰特、傑佛瑞·凱恩與賽德里克·勒莫安創作，並由傑克·約瑟夫·普格負責製作。歌曲的音樂錄影帶由菲爾·哈德執導，並在明尼蘇達州的明尼亞波利斯等地拍攝。

## 榜單
| 榜單（2001年）                       | 最高 排位 |
| ------------------------------------ | --------- |
| 美國（《告示牌》現代搖滾歌曲排行榜） | 27        |
| 法國百大單曲排行榜                   | 16        |
| 英國單曲排行榜                       | 55        |

## 在其他媒體中
該曲為電視劇《超人前傳》的片頭曲。除了擔任片頭曲外，《Save Me》還經雷米零度線合唱團在《超人前傳》第一季的劇集《暴風雨》的舞會場景中親自現身演唱。